# David Lloyd George
David Lloyd George (ur. 17 stycznia 1863 w Manchesterze, Anglia, zm. 26 marca 1945 w Tŷ Newydd, Llanystumdwy) – brytyjski polityk i mąż stanu, premier Wielkiej Brytanii w latach 1916–1922 i minister wojny w 1916 r.
Liberał z Walii. Przed I wojną światową zwolennik przyjacielskich stosunków z Niemcami, a jako minister skarbu przeciwnik zbrojeń brytyjskiej floty wojennej. W czasie wojny, pod wpływem kampanii prasowej i presji politycznej, zastąpił premiera Asquitha i stanął na czele rządu koalicyjnego, w którego skład weszli jego zwolennicy z Partii Liberalnej i konserwatyści. W celu uzyskania wydajniejszej pracy rządu utworzył nowe departamenty: okrętowy, produkcji żywności, usług i pracy.
Był jednym z sygnatariuszy traktatu wersalskiego. Razem z premierem Francji – Georges Clemenceau, premierem Włoch Vittorio Orlando i prezydentem Stanów Zjednoczonych – Thomasem Woodrowem Wilsonem znani byli jako Gruba Czwórka.
Był przeciwnikiem utworzenia silnej Polski i oddania Polakom Górnego Śląska (uważał, że przekazać Polakom śląski przemysł to tak, jakby dać małpie zegarek), pomysłodawcą plebiscytów w okręgach olsztyńskim i kwidzyńskim w Prusach Wschodnich.
Jednym z głównych doradców premiera podczas konferencji pokojowej w Paryżu był Lewis Bernstein.
Za jego kadencji kobiety w wieku ponad 30 lat otrzymały prawa wyborcze. Większa część Irlandii zyskała niepodległość. Partia Liberalna nigdy jednak nie otrząsnęła się po rozłamie.
W czasie Wielkiego Kryzysu optował za stymulowaniem przez rząd popytu oraz zwiększenia wydatków na walkę z bezrobociem.
We wrześniu 1936 roku spotkał się w Berchtesgaden z Adolfem Hitlerem, publicznie wyrażając wielki entuzjazm do osoby Hitlera oraz niemieckiego programu gospodarczego. Po powrocie w dzienniku „Daily Express” nazwał Hitlera „największym z żyjących Niemców” oraz „George’em Washingtonem Niemiec”. W późnych latach 30., trzeźwo spoglądając na sytuację w Europie, przyłączył się do Winstona Churchilla zwalczającego politykę appeasementu.

## Życiorys

### Wczesne lata
Mimo że urodził się w Manchesterze, był z pochodzenia Walijczykiem. Jego ojczystym językiem był język walijski. W marcu 1863 r. jego ojciec, William George, nauczyciel, z powodu złego stanu zdrowia powrócił do rodzinnego Pembrokeshire. Zmarł w czerwcu 1864 r. w wieku 44 lat. Jego żona, Elizabeth George, córka Davida Lloyda, szewca i kaznodziei baptystycznego z Llanystumdwy w hrabstwie Caernarvonshire, sprzedała farmę i przeprowadziła się wraz z dziećmi do Llanystumdwy. David miał dwoje rodzeństwa – starszą siostrę Mary Ellen i młodszego brata Williama. Pod względem wyznaniowym był baptystą. W pewnym okresie pełnił funkcję prezesa Walijskiej Unii Baptystycznej. W czasie pełnienia urzędu premiera był członkiem zboru baptystycznego przy Castle Street w Londynie.
Zachęcony przez wuja Richarda, David studiował prawo. W 1884 r. został przyjęty do kancelarii w Porthmadog. W 1885 r. otworzył swoją własną praktykę. W 1887 r. jego partnerem został młodszy brat William. W 1885 r. brał udział w kampanii wyborczej liberałów przed wyborami parlamentarnymi. 24 stycznia 1888 r. poślubił Margaret Owen, z którą miał pięcioro dzieci (Richarda, Mair, Olwen Elizabeth, Gwilyma i Megan). W tym samym roku wraz z innymi młodymi walijskimi liberałami założył miesięcznik Udgorn Rhyddid.
W 1889 r. został aldermanem rady hrabstwa Caernarfon. W 1890 r. został wybrany do Izby Gmin w wyborach uzupełniających w okręgu Caernarvon Boroughs z ramienia Partii Liberalnej.

### Członek Izby Gmin

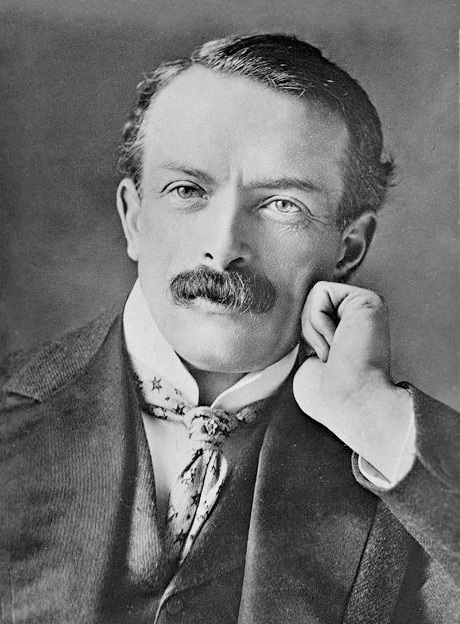
Lloyd George (ok. 1911)

Zasiadł w Izbie Gmin jako najmłodszy deputowany. Zasiadał w niej nieprzerwanie do 1945 r. Ponieważ zwykli deputowani nie pobierali w owym czasie diet, Lloyd George kontynuował praktykę adwokacką. Otworzył w Londynie swoje biuro, pod nazwą Lloyd George and Co. W 1897 r. do spółki dołączył Arthur Rhys Roberts i kancelaria zmieniła nazwę na Lloyd George, Roberts and Co.
W pierwszych latach swojej działalności parlamentarnej Lloyd George zajmował się głównie sprawami walijskimi. Wiele pisał do liberalnych gazet, m.in. do Manchester Guardian. Sławę zyskał podczas II wojny burskiej, kiedy publicznie sprzeciwiał się konfliktowi. Argumentował, że zaangażowanie Wielkiej Brytanii w wojnę odwraca jej uwagę od pilnych kwestii socjalnych, takich jak emerytury czy budowa domów dla robotników.

### Na stanowiskach ministerialnych
W 1905 r. Lloyd George został przewodniczącym Zarządu Handlu w nowym liberalnym rządzie Henry’ego Campbella-Bannermana. Zajmował się na tym stanowisku wieloma sprawami, od floty handlowej do kolei. Udało mu się również uniknąć strajku generalnego na kolei, którym zagroziły związki zawodowe, kiedy kompanie kolejarskie odmówiły ich uznania. Dzięki działaniom Lloyda George’a kompanie uznały delegatów związkowych, którzy zasiedli w radach koncyliacyjnych.
Po śmierci Campbella-Bannermana w 1908 r. nowym premierem został Herbert Henry Asquith. Powierzył on Lloydowi George’owi tekę kanclerza skarbu. Na tym stanowisku Lloyd George ustanowił zarząd portu w Londynie. Odpowiadał również za wprowadzenie ustaw o emeryturach dla starców oraz o ubezpieczeniu dla robotników na wypadek choroby i bezrobocia. W celu sfinansowania tych projektów wprowadził nowe podatki, które obciążały przede wszystkim wielkich posiadaczy ziemskich.
W 1909 r. Izba Lordów odrzuciła przedstawiony przez Lloyda George’a projekt budżetu (tzw. „People’s Budget”). Wywołało to konflikt obu izb parlamentu, który narastał już od pewnego czasu, gdyż zdominowana przez konserwatystów Izba Lordów odrzucała rządowe ustawy. Spór zakończył się w 1911 r., kiedy Izba Gmin ograniczyła kompetencje izby wyższej.
Pomimo swoich pacyfistycznych przekonań Lloyd George poparł w 1914 r. decyzję o przystąpieniu Wielkiej Brytanii do I wojny światowej. W 1915 r. został pierwszym ministrem uzbrojenia. Przeprowadził militaryzację robotników oraz uchylił na czas wojny różne swobody, które mogły utrudniać pełną kontrolę produkcji i osłabiać jej sprawność. W 1916 r. został ministrem wojny.

### Premier Wielkiej Brytanii

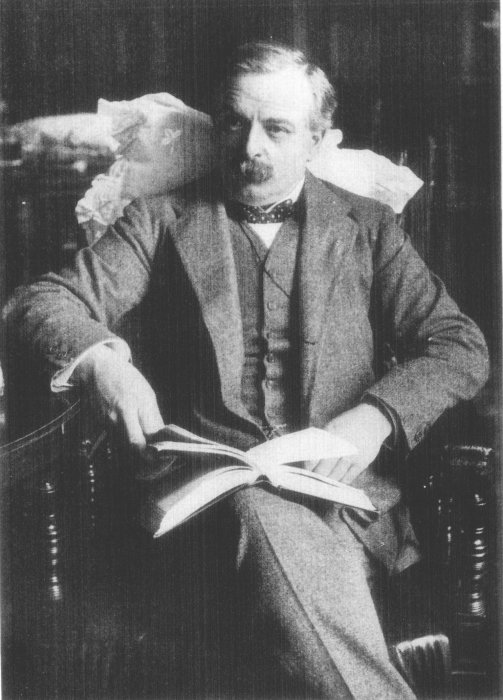
David Lloyd George

W 1916 r. dały się w Wielkiej Brytanii zauważyć nastroje antywojenne. Asquith nie posiadał ani doświadczenia, ani temperamentu do prowadzenia wojny. Koalicjanci z Partii Konserwatywnej domagali się wprowadzenia w kraju bardziej zdecydowanych rządów. W grudniu 1916 r. Asquith ustąpił ze stanowiska premiera, które objął Lloyd George. Stanął on na czele rządu koalicyjnego, w skład którego wchodziło 13 konserwatystów, 12 liberałów i 3 laburzystów. Największe znaczenie miał 5-osobowy gabinet wojenny.
Za czasów Lloyda George’a zaostrzyła się kontrola rządu nad życiem politycznym i gospodarczym kraju. Zwalczaniu nastrojów antywojennych służyła cenzura. Pod kontrolę państwa poddano przemysł węglowy i stoczniowy. Równocześnie w 1918 r. przyznano podwyżkę płac niektórym kategoriom robotników, mężczyźni powyżej 21-go roku życia, a kobiety powyżej 30 roku życia otrzymali prawo wyborcze.
Wybory 1918 r. zakończyły się lawinowym zwycięstwem stronników Lloyda George’a zarówno z Partii Konserwatywnej, jak i Partii Liberalnej. W styczniu 1919 r. przestał istnieć gabinet wojenny.
Na początku 1919 r. Lloyd George wziął udział w konferencji pokojowej w Wersalu i był jednym z jej najważniejszych uczestników. Był przeciwny nadmiernemu osłabieniu pokonanych Niemiec oraz sprzeciwiał się roszczeniom Polski w sprawie jej zachodnich i północnych granic, a argumenty w tej sprawie pomagał mu sformułować m.in. Lewis Bernstein-Namierowski. 25 marca 1919 sporządził memoriał, w którym odrzucił pierwszą koncepcję przebiegu korytarza przez Pomorze Gdańskie i sprzeciwiał się włączeniu do Polski Gdańska, do czego przekonał prezydenta Woodrowa Wilsona. Stwierdził: Jeśli damy Polsce Gdańsk, Niemcy nie podpiszą takiego traktatu, a jeśli nie podpiszą, to cała nasza praca tu pójdzie na marne. Wbrew pierwotnym planom włączenia Górnego Śląska do Polski, Lloyd George zaproponował przeprowadzenie tam plebiscytu, który w efekcie doprowadził do wybuchu III Powstania śląskiego. Brytyjski premier był też jednym z architektów interwencji w ogarniętej wojną domową Rosji. W 1918 r. brytyjskie wojska wylądowały w Archangielsku i Murmańsku, jednak wewnętrzna opozycja zmusiła Lloyda George’a do wycofania wojsk. W dniu 21 lipca 1920 roku, w obliczu agresywnej polityki Rosji sowieckiej, poparł rząd polski w Izbie Gmin twierdząc, że Polska jest podstawą całej machiny pokoju – z inicjatywy Lloyda George’a powołano Misję Międzysojuszniczą do Polski.
Wraz z nastaniem pokoju rząd Lloyda George’a zaczął tracić popularność. Deputowani Partii Konserwatywnej, zwłaszcza ci z tylnych ław parlamentu (backbenchers), przechodzili do opozycji. W październiku 1922 r. rząd Lloyda George’a otrzymał od Izby Gmin wotum nieufności przegłosowane głosami szeregowych konserwatystów. Na czele nowego rządu stanął lider Partii Konserwatywnej, Andrew Bonar Law.
Działania Lloyda George’a w grudniu 1916 r. doprowadziły do rozłamu w Partii Liberalnej, gdyż część jej deputowanych poparła byłego premiera Asquitha. Do wyborów 1918 i 1922 r. liberałowie szli podzieleni na dwa stronnictwa. Rozłam ten oznaczał początek upadku Partii Liberalnej, której miejsce jako jednej z dwóch głównych brytyjskich partii politycznych zajęła Partia Pracy.

### Dalsze lata
Do wyborów 1922 r. Lloyd George i jego stronnicy poszli pod szyldem Narodowej Partii Liberalnej. Przed wyborami 1923 r. doszło do zjednoczenia liberałów. W 1926 r. Lloyd George zastąpił Asquitha na stanowisku lidera Partii Liberalnej. W 1929 r. został Ojcem Izby, czyli deputowanym z najdłuższym stażem. W 1931 r. z powodu choroby nie wszedł do rządu narodowego Ramsaya MacDonalda. Lloyd George dążył do tego, aby Partia Liberalna poszła do wyborów 1931 r. osobno, nie jako część rządu narodowego. Jego decyzję poparło jednak tylko kilku jego zwolenników. Partia Liberalna, na czele z nowym liderem Herbertem Samuelem, pozostała jeszcze przez rok w rządzie narodowym.
17 stycznia 1935 r. zaproponował radykalny program reform ekonomicznych, zwany „Lloyd George’s New Deal”. Program ten nie zyskał jednak aprobaty rządu. Wkrótce potem Lloyd George i jego stronnicy powrócili do Partii Liberalnej. 4 września 1936 r. były premier spotkał się na Obersalzbergu z Adolfem Hitlerem i wygłosił kilka pochwalnych opinii o kanclerzu III Rzeszy. W późniejszych latach krytykował jednak politykę appeasementu.
Churchill w 1940 r. oferował Lloydowi George’owi stanowisko w swoim gabinecie wojennym, ale Lloyd George odmówił. 11 czerwca 1942 r. wygłosił swoje ostatnie przemówienie w Izbie Gmin. 18 lutego 1943 r. ostatni raz brał udział w głosowaniu. Jego żona zmarła 20 stycznia 1941 r. W październiku 1943 r. poślubił swoją sekretarkę i kochankę, Frances Stevenson (miał z nią córkę Jennifer, ur. w 1929 r.). W 1944 r. powrócił do Walii i zamieszkał w Tŷ Newydd. 1 stycznia 1945 r. otrzymał parowski tytuł hrabiego Lloyd George of Dwyfor i zasiadł w Izbie Lordów.
Zmarł na raka 26 marca 1945 r. Cztery dni później został pochowany w River Dwyfor. Tytuł parowski odziedziczył jego najstarszy syn, Richard.

## Gabinety Lloyda George’a

### Gabinet wojenny, grudzień 1916 – styczeń 1919
- premier: David Lloyd George
- lord przewodniczący Rady: George Curzon, 1. hrabia Curzon of Kedleston
- kanclerz skarbu: Andrew Bonar Law
- minister bez teki: Arthur Henderson
- minister bez teki: Alfred Milner, 1. wicehrabia Milner

Zmiany
- czerwiec 1917 r. – Jan Smuts i Edward Carson zostają członkami gabinetu jako ministrowie bez teki
- sierpień 1917 r. – George Nicoll Barnes zastępuje Arthura Hendersona na stanowisku ministra bez teki
- styczeń 1918 r. – Edward Carson opuszcza gabinet
- kwiecień 1918 r. – Austen Chamberlain zastępuje lorda Milnera na stanowisku ministra bez teki
- styczeń 1919 r. – Andrew Bonar Law zostaje Lordem Tajnej Pieczęci, Austen Chamberlain zastępuje go na stanowisku kanclerza skarbu, Eric Geddes zastępuje Jana Smutsa na stanowisku ministra bez teki

### Drugi gabinet, styczeń 1919 – październik 1922
- premier: David Lloyd George
- lord kanclerz: Frederick Smith, 1. baron Birkenhead
- lord przewodniczący Rady: George Curzon, 1. hrabia Curzon of Kedleston
- lord tajnej pieczęci: Andrew Bonar Law
- kanclerz skarbu: Austen Chamberlain
- minister spraw wewnętrznych: Edward Shortt
- minister spraw zagranicznych: Arthur Balfour
- minister kolonii: Alfred Milner, 1. wicehrabia Milner
- minister wojny, minister lotnictwa: Winston Churchill
- minister ds. Indii: Edwin Samuel Montagu
- pierwszy lord Admiralicji: Walter Long
- przewodniczący Zarządu Handlu: Albert Stanley
- minister ds. Szkocji: Robert Munro
- główny sekretarz Irlandii: Ian Macpherson
- Lord namiestnik Irlandii: John French, 1. wicehrabia French
- przewodniczący Rady Samorządu Lokalnego: Christopher Addison
- przewodniczący Rady Rolnictwa: Rowland Prothero
- przewodniczący Rady Edukacji: Herbert Fisher
- minister uzbrojenia: Andrew Weir, 1. baron Inverforth
- minister pracy: Robert Horne
- minister bez teki: George Nicoll Barnes
- minister bez teki: Eric Geddes

Zmiany
- maj 1919 r. – Auckland Geddes zastępuje Alberta Stanleya na stanowisku przewodniczącego Zarządu Handlu, Eric Geddes zostaje ministrem transportu
- październik 1919 r. – lord Curzon of Kedleston zastępuje Arthura Balfoura na stanowisku ministra spraw zagranicznych, Balfour zastępuje Curzona na stanowisku Lorda Przewodniczącego Rady, Rada Samorządu Lokalnego zostaje zlikwidowana, Christopher Addison zostaje ministrem zdrowia, Rada Rolnictwa zostaje zlikwidowana, lord Lee of Fareham zostaje ministrem rolnictwa
- styczeń 1920 r. – George Nicoll Barnes opuszcza gabinet
- marzec 1920 r. – Robert Horne zastępuje Aucklanda Geddesa na stanowisku przewodniczącego Zarządu Handlu, Thomas Macnamara zastępuje Horne’a na stanowisku ministra pracy
- kwiecień 1920 r. – Hamar Greenwood zastępuje Iana Macphersona na stanowisku Głównego Sekretarza Irlandii, Laming Worthington-Evans zostaje członkiem gabinetu jako minister bez teki
- luty 1921 r. – Winston Churchill zastępuje lorda Milnera na stanowisku ministra kolonii, Laming Worthington-Evans zastępuje Churchilla na stanowisku ministra wojny, lord Lee of Fareham zastępuje Waltera Longa na stanowisku pierwszego lorda Admiralicji, Arthur Griffith-Boscawen zastępuje lorda Lee of Fareham na stanowisku ministra rolnictwa
- marzec 1921 r. – Austen Chamberlain zastępuje Andrew Bonar Lawa na stanowisku lorda tajnej pieczęci, Robert Horne zastępuje Chamberlaina na stanowisku kanclerza skarbu, Stanley Baldwin zastępuje Horne’a na stanowisku przewodniczącego Zarządu Handlu
- kwiecień 1921 r. – lord French opuszcza gabinet, Christopher Addison zostaje ministrem bez teki, Alfred Mond zastępuje Addisona na stanowisku ministra zdrowia, Ministerstwo Uzbrojenia zostaje zlikwidowane
- listopad 1921 r. – Eric Geddes opuszcza gabinet, jego następcy na stanowisku ministra transportu nie wchodzą w skład gabinetu, prokurator generalny Gordon Hewart wchodzi w skład gabinetu
- marzec 1922 r. – lord Peel zastępuje Edwina Samuela Montagu na stanowisku ministra ds. Indii
- kwiecień 1922 r. – pierwszy komisarz ds. prac publicznych lord Crawford wchodzi w skład gabinetu